# Ana María Casó
Ana María Casó (Buenos Aires, 8 de mayo de 1937-Ibidem., 24 de abril de 2021) fue una actriz argentina de cine y televisión, y directora de teatro. Recibió los premios como mejor actriz de comedia, mejor actriz de televisión y mejor actriz de comedia dramática.

## Biografía
Ana María Casó comenzó su carrera artística bajo las órdenes de Onofre Lovero en la obra Milagro en Hollywood de Orson Welles. Trabajó entre 1955 y 1958 en Buenos Aires y luego pasó a Uruguay, en donde trabajó en más de 25 obras hasta que en 1969 volvió a la Argentina. Protagonista, coprotagonista o hacedora de inolvidables unipersonales, ha desarrollado una carrera ejemplar en el teatro que la llevaron a tener múltiples nominaciones por sus trabajos y también premios por sus casi 100 obras estrenadas. También la televisión y el cine la tuvieron en papeles de valía. Comparte la actividad artística con tareas en el ámbito de los sindical en la Asociación Argentina de Actores donde, entre otras tareas fue fundadora de la Comisión de Derechos Humanos de este gremio.
También trabajó en algunas publicidades como la de los vidrios Durex: Para toda la vida.

## Cine
Debutó en 1972 con el cortometraje El gallo ciego.
En 1980 actuó como protagonista en el filme Jettatore, basado en la obra homónima de Gregorio de Laferrere, junto a Osvaldo Terranova y Nelly Tesolín.
En 1986 volvió al cine con en el personaje de la jefa de celadoras en Correccional de mujeres junto a Julio de Grazia, Edda Bustamante, Erika Wallner y Thelma Stefani. En ese mismo año hizo el drama Los amores de Laurita con Alicia Zanca, Daniel Fanego, Raúl Rizzo, Gustavo Garzón y Alberto Fernández de Rosa.
En 1989 vino la comedia Los espíritus patrióticos con Alicia Zanca, Jorge D'Elía y Mauricio Dayub.
En 1990 hizo la película romántica Casi no nos dimos cuenta junto a Ingrid Pelicori, Daniel Fanego y Arturo Bonín. Un año más tarde actuó en Chiquilines con Lucrecia Capello, Luis María Mathé y Manuel Vicente.
Después de un tiempo vuelve en 1996 con La revelación con María Valenzuela, Emilia Mazer, Fabián Gianola y Edda Díaz.
En 1999 hizo el papel de "María Hernández" en el film La teoría de autor.

## Televisión
Casó trabajó en televisión como actriz de novelas y programas unitarios, muchos de ellos con grandes éxitos.
Su debut en la pantalla chica se dio en 1979 en la telenovela Profesión, ama de casa en el papel de "Laura", junto a actores de la talla de Susana Campos, Paquita Muñoz, Alfonso De Grazia, Raúl Rizzo y Héctor Gióvine.
En 1980 actuó con Leonor Benedetto, Juan Carlos Dual, Pablo Alarcón y Betiana Blum en la exitosa Rosa de lejos como "Sara".
En 1984 protagonizó la telenovela Yolanda Luján en el papel de "Isabel Cabrales" con Verónica Castro, Víctor Laplace e Irma Córdoba.
En 1985 vinieron tres telenovelas: Extraños y amantes como "Miss Mary" junto a Antonio Grimau, Cecilia Roth, Silvia Baylé, Carola Reyna, Mario Pasik, entre otros; María de nadie con Grecia Colmenares, Jorge Martínez y Aldo Barbero, en el rol de "Soraya"; y  Libertad condicionada con Susana Campos, Alicia Bruzzo y Juan Carlos Dual.
En 1987 actuó en la exitosa Clave de sol como "Teresa", junto a un amplio repertorio que incluía a Pablo Rago, Leonardo Sbaraglia, Cecilia Dopazo, Millie Stegman y Guido Kaczka.
En 1991 vendría El árbol azul, en el papel de "Delia" con Mónica Gonzaga, Antonio Caride y Carlos Muñoz. Participó también en el capítulo 112 de Grande, pá!.
En 1997 participó como "Ana" en la telenovela infantil Cebollitas; y un año más tarde como "La madre superiora" en Muñeca brava con Natalia Oreiro y Facundo Arana. 
En el 2000 interpretó a la madre de Calito (Peto Menahem) en la tira Primicias. 
En el 2004 vuelve a la televisión en unos episodios como "Aurora" en Padre Coraje con Facundo Arana, Nancy Duplaá y Carina Zampini.
En el 2006 participa en el capítulo de la serie Mujeres Asesinas, Rosa, soltera junto a Eleonora Wexler, Nicolás Pauls y Antonella Costa.

## Teatro
Ana María Casó estudió y se inició en el movimiento de Teatro Independiente. Representó más de 60 obras de distintos géneros teatrales al igual que varios unipersonales. Realizó giras por casi todo el interior de la República Argentina, Uruguay, Venezuela, Israel, Colombia, Cuba, Estados Unidos y Suecia. Fue miembro fundadora de Teatro Abierto. En el año 1991 creó junto a otras importantes mujeres teatristas el Encuentro Mujer y Teatro de Buenos Aires.
Algunas de las obras en las que actuó y dirigió fueron: Contra la seducción en el Teatro San Martín, Don Chicho (1987), Una visita inoportuna (1992-1993), De pies y manos (2000), Fridas (2000-2002) en el Teatro Actors Studio y en Picalilly, Comedieta (2000), Sesión de gimnasia (2001), Tema: La muerte (2001), Pasaje de ida (2004-2005), Narcisa Garay, Mujer para llorar (2004), La gata sobre el tejado de zinc caliente (2007), El burdel de París (2008), La hora italiana (2009), ¡Jettatore! (2011), Ceremonia secreta (2011) y ¿Qué fue de Betty Lemon? (2012).

## Filmografía
- La revelación (1996)
- Chiquilines (1991)
- Los espíritus patrióticos (1989)
- Correccional de mujeres (1986) ... Jefa de celadoras
- Los amores de Laurita (1986)
- Casi no nos dimos cuenta (1982)
- La película (1975)
- El gallo ciego (cortometraje) (1972)
- Placer sangriento (1967)